# Urheberrecht (Vereinigte Arabische Emirate)
Das Urheberrecht ist in den Vereinigten Arabischen Emiraten ein vergleichsweise junges Rechtsgebiet. Es ist wie deren gesamtes Wirtschaftsrecht vom Recht Frankreichs beeinflusst. Bis zur Schaffung eines Gesetzes betreffend das Urheberrecht und verwandte Schutzrechte zu Beginn der 1990er Jahre galten die Vereinigten Arabischen Emirate als Paradies für Plagiatoren. Mit dem Beitritt zur WTO 1996 traten sie gleichzeitig dem TRIPS-Abkommen bei und passten ihr Recht daran an.

## Sachrecht

### Das Urheberrecht

#### Schutzgegenstand des Urheberrechts: Das Werk
Gegenstand des urheberrechtlichen Schutzes sind nach Art. 2 des Gesetzes betreffend das Urheberrecht und verwandte Schutzrechte (VAE-UrhG) Bücher und sonstige Schriftwerke, musikalische Kompositionen, Werke der angewandten und plastischen Kunst sowie audiovisuelle Werke ferner Computer-Software, Datenbanken, Landkarten und Fotografien. Ebenfalls geschützt sind Bearbeitungen (Art. 2 Nr. 12 VAE-UrhG). Wie in Deutschland ist die Auflistung nicht abschließend. 
Nicht schutzfähig sind nach Art. 3 VAE-UrhG bloße Ideen, Handlungspläne, mathematische Konzepte und „offizielle Dokumente“ wie Gesetzestexte, internationale Übereinkommen oder Gerichtsentscheidungen.

#### Übertragbarkeit des Urheberrechtes
Die Nutzungsrechte sind nach Art. 9 VAE-UrhG übertragbar auf natürliche und juristische Personen. Ein solcher Vertrag bedarf zu seiner Wirksamkeit jedoch der Schriftform; jedes lizenzierte Recht, der Zweck, der Zeitraum und der örtliche Geltungsbereich des Nutzungsrechtes müssen darin aufgeführt werden. 
Nach Art. 10 VAE-UrhG ist der Urheber prozentual am Verwertungserlös zu beteiligen. Jedoch ist die Abgeltung aller Zahlungsansprüche durch eine Pauschalzahlung möglich. Art. 11 VAE-UrhG eröffnet jedoch die Möglichkeit, gerichtlich eine höhere Summe einzuklagen, wenn sich die vereinbarte Summe als unbillig gemessen am tatsächlichen Verwertungserfolg erweist.

#### Inhalt des Urheberrechtes
Der Inhaber des Urheberrechtes ist grundsätzlich der Urheber des Werkes. Art. 5 bis 7 VAE-UrhG gewähren ihm Urheberpersönlichkeits- und Verwertungsrechte. Das Urheberpersönlichkeitsrecht ist zeitlich unbeschränkt und nicht übertragbar. Zu den Verwertungsrechten zählen das Vervielfältigungsrecht inklusive der Speicherung auf elektronischen Medien, das Ausführungsrecht, das Senderecht, das Recht der öffentlichen Auf- oder Vorführung, das Übersetzungsrecht, das Änderungsrecht, das Vermietrecht und das Veröffentlichungsrecht in jedweder Art und Weise der Veröffentlichung.

### Schranken des Urheberrechtes
Die Schranken des Urheberrechtes sind in Art. 22 VAE-UrhG dargelegt. Demnach ist 
- eine Kopie des Werks für persönliche, nicht gewerbliche und nicht kommerzielle Zwecke,
- die Verwendung in gerichtlichen Verfahren
- die Nutzung in nicht kommerziellen Archiven und/oder Bibliotheken zum Ersatz verlorener Exemplare oder
- die Nutzung zu privaten, wissenschaftlichen Zwecken

erlaubt. Das Zitatrecht wird in Art. 23 geregelt.

### Zeitlicher Rahmen des Schutzes
Der Schutz beginnt mit Erstellung des Werkes. Art. 4 VAE-UrhG ermöglicht die Registrierung eines Werkes. Nach Art. 20 Nr. 1 VAE-UrhG endet der Schutz 50 Jahre post mortem auctoris. In Einklang mit Art. 7 Nr. 4 RBÜ ist dieser Schutz für Werke der angewandten Kunst nach Art. 20 Nr. 5 VAE-UrhG auf 25 Jahre verringert. 

## Internationales Urheberrecht
Die Vereinigten Arabischen Emirate sind seit 1996 Vertragsstaat des TRIPS-Abkommens und seit Juli 2004 ist das RBÜ ratifiziert. Ferner gilt das Rom-Abkommen zum Schutz der ausübenden Künstler, der Hersteller von Tonträgern und der Sendeunternehmen, der WIPO-Urheberrechtsvertrag sowie der WIPO-Vertrag über Darbietungen und Tonträger.